# Arxiu Nacional de Ruanda
L'Arxiu Nacional de Ruanda es troba a Kigali. Els primers documents que formen part dels arxius de Ruanda són dels anys 1970, moment en el qual el govern de Ruanda va començar a acumular una gran quantitat de documents administratius. Alguns dels documents daten dels anys 30 del mateix segle, quan Ruanda estava encara sota domini colonial. Tanmateix, l'any 1959 quan el projecte imperialista belga s'estava dissolent, la major part dels documents durant els mandats ruandès i alemany que es trobaven a Kigali van ser transferits a un arxiu d'Usumbura, a Burundi, que també era una colònia belga en aquella època. Un decret presidencial va establir formalment l'arxiu del govern l'any 1979. Els Arxius de Ruanda i l'Autoritat del Servei de Biblioteques van ser formats l'any 2014.
Els arxius es van fer malbé durant la violència del genocidi de Ruanda de 1994, i no es van començar a reconstruir fins a la dècada del 2000. L'any 2013, el govern va signar un Memoràndum d'Entesa amb una organització sense ànim de lucre de drets humans anomenada Aegis per preservar els documents relacionats amb el genocidi de 1994. El gener de 2016, Aegis va anunciar que s'havia organitzat un grup de voluntaris per indexar els 1.8 milions de documents que formen part del fons dels arxius. Alguns d'aquests documents s'han fet accessibles online a través de la web del govern de Ruanda, però només hi ha inclosos uns pocs documents d'abans del genocidi.
Segons el lloc web oficial de l'arxiu, la major part del seu fons consisteix en: correspondència, informes i actes, cartes, procés-verbal, telegrames, plans d'acció, permisos de viatge, memoràndums, comunicacions, organigrames, arxius judicials, projectes, diplomes, certificat, decisions, invitacions, codi penal i finances i comptabilitat.